# گورستان آستانه ورلرده تله سر
گورستان آستانه ورلرده تله سر مربوط به هزاره اول قبل از میلاد است و در شهرستان رودسر، بخش رحیم آباد، روستای لرده واقع شده و این اثر در تاریخ ۳۰ تیر ۱۳۸۴ با شمارهٔ ثبت ۱۲۲۲۰ به‌عنوان یکی از آثار ملی ایران به ثبت رسیده است.